# 玉门农垦建筑公司七道沟农场
玉门农垦建筑公司七道沟农场，是中华人民共和国甘肃省酒泉市瓜州县下辖的一个类似乡级单位。

## 行政区划
玉门农垦建筑公司七道沟农场下辖以下地区：
虚拟七道沟农场一分场。